# Hydra

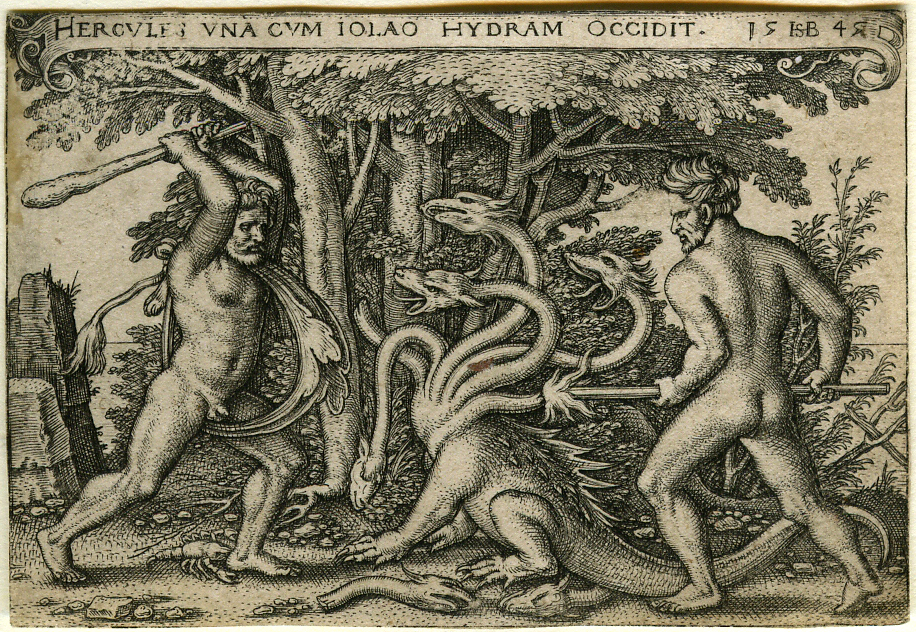
Hercules chiến đấu với Hydra, tranh khắc của Hans Sebald Beham, 1545

Theo thần thoại Hy Lạp thì Hydra là một con rắn có 7 hoặc 9 đầu, là con của Echidna và Typhon. Khi chém đứt đầu nó thì từ chỗ bị đứt liền mọc ra hai cái đầu mới.
Một trong 12 chiến công của Hercules là tiêu diệt con rồng này. Văn học và thơ ca Hy Lạp đã nhiều lần nhắc đến quái vật Hydra với các phiên bản, nhưng nó được biết đến nhiều nhất chính là con quái vật đã bị dũng sĩ Hercules tiêu diệt. Con quái vật Hydra này được biết đến với cái tên “Hydra của Lerna” bởi vì nó sống ở trong một đầm lầy thuộc vùng Lernaean, Hy Lạp. 
Theo truyền thuyết, việc đánh bại Hydra là điều không thể vì nếu như chặt mất một trong những chiếc đầu của nó thì có nghĩa là sẽ có hai chiếc đầu khác mọc lên thay thế. Để chiến thắng con quái vật Hydra này, dũng sĩ Hercules đã nghĩ ra cách dùng lửa đốt ngay chỗ vết thương của những cái đầu vừa bị chặt để các cái đầu mới không thể mọc ra. Cứ thế, Hercules đã chặt từng cái đầu một của quái vật Hydra. Đây cũng chính là một trong những chiến công vĩ đại nhất của dũng sĩ Hercules. Sau này Hercules dùng mũi tên tẩm máu của Hydra để dọa các vị thần bất tử như thần Apollo và thần Poseidon.

## Sách tham khảo
- Harrison, Jane Ellen (1903). Prolegomena to the Study of Greek Religion.
- Graves, Robert (1955). The Greek Myths.
- Kerenyi, Carl (1959). The Heroes of the Greeks.
- Burkert, Walter (1985). Greek Religion. Harvard University Press.
- Ruck, Carl và Staples, Danny (1994). The World of Classical Myth.{{Chú thích sách}}:  Quản lý CS1: nhiều tên: danh sách tác giả (liên kết)
- Grimal, Pierre (1986). The Dictionary of Classical Mythology. E.P. Dutton & Co., Inc.